# Dolphin Research Center
Das Dolphin Research Center ist ein Delphinarium auf Grassy Key, Florida. Das 8400 m² große Areal ist Heimat von Delfinen und kalifornischen Seelöwen. Es vermittelt Erfahrungen vielfältiger Art mit Delfinen. Besucher können mit Delfinen schwimmen oder an anderen interaktiven Programmen teilnehmen.

## Geschichte
Es eröffnete 1958 als Santini's Porpoise School, eine Delfinschule von Milton Santini, der zuvor als Fischer und Delfinfänger gearbeitet hatte. Seine Delfine spielten 1963 und 1964 in den Flipper-Filmen mit. Die Einrichtung wurde 1972 als Flipper's Sea School weitergeführt. 1977 übernahm Jean Paul Fortom-Gouin die Einrichtung und nannte sie Institute for Delphinid Research. Die Einrichtung wurde für die Öffentlichkeit geschlossen.
Als das Walfangmoratorium 1983 in Kraft trat, übergab Fortom-Gouin das Geschäft an seinen Manager und seinen Cheftrainer, Jayne und Mandy Rodriguez. Es eröffnete neu als das heutige Dolphin Research Center.
Das Gelände diente als Drehort für die Filme aus der Reihe Flipper und war das „Atlantic Dolphin Research“ center in der Fernsehreihe „Key West“ in den frühen 1990er Jahren.